# 《新修白水路记》摩崖
《新修白水路记》摩崖，位于中国甘肃省徽县大河店乡王家河村，是一个全国重点文物保护单位，类型为石窟寺及石刻。
石刻碑文从右到左有楷书26列883字，记述了北宋白水路的修建和变迁情况，由雷简夫书写。